# Ganocapsisca
Ganocapsisca is een geslacht van wantsen uit de familie van de Miridae (Blindwantsen). Het geslacht werd voor het eerst wetenschappelijk beschreven door Carvalho & Costa in 1992.

## Soorten
Het genus bevat de volgende soort:

- Ganocapsisca joanensis (Carvalho & Costa, 1992)